# Evelyn Scott
Evelyn Scott   (Brockton, 20 d'abril de 1915 - Los Angeles, 31 de gener de 2002) va ser una actriu de cinema i televisió estatunidenca.
Nascut a Brockton (Massachusetts), Scott va començar la seva carrera com a discjòquei per a KMPC, la primera DJ femenina d'aquesta emissora de ràdio de Los Angeles.
El seu treball com a actriu va començar a la ràdio als anys quaranta, com a protagonista convidada a sèries com Let George Do It. Scott va fer la transició a la televisió el 1952, com a protagonista convidat en diversos programes, inclosos Schlitz Playhouse, Gunsmoke, The Danny Thomas Show, Dragnet, Perry Mason, The Untouchables, i Bonanza. A la dècada de 1950, Scott també va interpretar diversos papers secundaris en pel·lícules.
De 1960 a 1962, Scott va tenir un paper recurrent com Adelaide Mitchell a la comèdia televisiva de John Forsythe Bachelor Father.
El 1965, Scott va aconseguir el paper recurrent d'Ada Jacks a la sèrie de televisió Peyton Place. Va exercir aquest paper fins a la cancel·lació de la sèrie el 1969. Va repetir el paper a la telenovela  Return to Peyton Place , de 1972 a 1974.:890 La seva última aparició seria el 1985, una vegada més com Ada Jacks, al telefilm Peyton Place: The Next Generation.
Scott també va ser actiu com a membre de la junta de Portals House Inc., un centre que ajuda a persones amb disfuncions mentals. Es va casar amb Urban S. Hirsch Jr. el 1961 i es va mantenir casada amb ell fins a la seva mort el 2002.

## Filmografia
| Any  | Pel·lícula                        | Paper                       | Notes           |
| ---- | --------------------------------- | --------------------------- | --------------- |
| 1953 | Wicked Woman                      | Dora Bannister              |                 |
| 1957 | Back From the Dead                | Molly Prentiss              |                 |
| 1957 | The Green-Eyed Blonde             | Helen                       | Sense acreditar |
| 1958 | Vull viure                        | Empleat d'efectes personals | Sense acreditar |
| 1985 | Peyton Place: The Next Generation | Ada Jacks                   | Telefilm        |